# Elio Montiel
Eleuterio Montiel Capote (Estado Vargas, Venezuela, 17 de septiembre de 1961) es un bailarín y coreógrafo venezolano, fundador de la Compañía de Danza Contemporánea "Danzart" y así mismo creador de la técnica de danza, "Danzart". Habla español, inglés y francés básico. Tiene 35 años de experiencia profesional en la danza clásica, contemporánea y folclórica. Ha impartido cursos en distintos niveles, principalmente en la escuela de danza contemporánea "Danzart", de la cual es Director Coreógrafo y Maestro Residente, entre otras instituciones y academias dedicadas a la Danza Clásica, Contemporánea y Folclórica Nacionalista.

## Inicios
Inició su formación en el ballet clásico en el año 1970 de la mano de reconocidos maestros de la danza en Venezuela entre los que se encuentran Julio Lamas, Lidija Franklin, Nina Novak, María Teresa Carrizo, Maruja Leiva, José Paré, Mario Ignici, Carlos Nieves, entre otros de reconocida trayectoria internacional.
Su camino de investigación e interpretación de una danza, lo condujo a los fértiles campos de la danza contemporánea donde conoció a uno de sus grandes inspiradores, el maestro Carlos Orta quien para entonces recién había fundado la Compañía de Danza Contemporánea "Coreoarte" y le extendió una invitación a participar como bailarín en uno de sus trabajos coreográficos.

## Actividades
Colabora con diferentes agrupaciones de Danza en el Estado Vargas en Venezuela y es creador de la técnica de danza que distingue a esta agrupación desde su creación en 1983.
Montiel ha participado en más de 60 puestas en escena y temporadas, tanto nacional como internacionalmente e impartido diversos cursos de danza contemporánea bajo la técnica Danzart, así como de sensibilización y fortalecimiento pedagógico a distintos cultores y creadores de danza en general. Creador de más de 75 trabajos coreográficos para espectáculos de diferente áreas: Teatro, televisión y variedades.
Montiel mantiene una formación continua en danza clásica, contemporánea, Butoh, Folclóricas Nacionalistas también en Jazz, Yoga, Aikido, Métodos Graham y Hortom, Técnica Boris Kniaseff, Release, sensibilización y diversos cursos académicos.

### Compañías aliadas
- Rajandocueros Danza

Barcelona, España.
- Compañía de Danza Alternativa Rasgos

Maestro de Danza Residente, Estado Vargas, Venezuela.
- Colectivo KÜ Estado de Latencia

Coreógrafo, Bailarín y Actor físico, Caracas, Venezuela.

### Como pedagogo

#### En Venezuela
- Kinmai Agrupación de Danza Contemporánea de la Soka Gakkai Internacional Venezuela, Caracas, Distrito Capital
- Compañía de Danza Alternativa Rasgos, Estado Vargas.
- Escuela de Danza Contemporánea Danzart, Estado Vargas.
- Academia de Jazz Teresita Jazz, Estado Vargas.

#### En Colombia
- Danzarte, Ltda. Risaralda Pereira.
- Ángela Castaño Ballet, Risaralda Pereira.

## Creación de la Compañía
Fue fundada por Montiel, el 17 de junio de 1983, naciendo inicialmente como el "Taller Experimental de la Danza" (TED) en una iniciativa para la enseñanza de la danza en dos corrientes: 
- Danza contemporánea: como proceso de investigación para la creación.
- Danza nacionalista.

La agrupación se gestó en un salón de 35 m² en Caraballeda, Estado Vargas, Venezuela, un movimiento dancístico cuyas primeras herramientas fueron el interés particular del maestro Montiel y un aprendiz en descubrir sus características definitorias. 
Sin embargo, Montiel no podía comenzar sin tener a mano elementos puros para la creación, lo cual se tradujo en un intenso trabajo de experimentación, donde la fórmula básica, era la utilización de técnicas dancísticas de trayectoria como el ballet clásico, la danza contemporánea (expresada en las técnicas Grahm y Limón), el Jazz ballet, el Afro jazz, la danza folclórica nacionalista y así obtener una mezcla que tuviera impacto que con el correr del tiempo adquiría personalidad o identidad propia.

"A medida que se daban los cambios se producía la necesidad de solidificar todo cuanto se iba obteniéndo, se formaliza la agrupación y es cuando nace Danzart."

### Maduración de la técnica
A esta fórmula se agregó, entonces, el convencimiento filosófico y espiritual del maestro Montiel; así también aspectos inspirados en la geografía del Litoral Central (Estado Vargas, Venezuela), comenzando con la indeleble fortaleza de la cordillera de la costa y terminando en las encrespadas formas del oleaje marino mientras iba asumiendo, en contraste, las figuras animales de este entorno físico lleno en antaño de seres míticos envueltos en la magia de una ya no tan bucólica tierra.
La idea concebida en principio había madurado en 1984; pero aún no existían definiciones concretas en las líneas que se trazaban al compás de interminables líneas musicales una y otra vez discutidas a ultranza, pues se pensaba que la música debía ser, como en efecto lo es, un rasgo identificativo del estilo. Se hablaba para el momento de un sincretismo, del cual se habían ido evaporando algunas técnicas dancísticas.
Ya para ese año el experimento contaba con siete aprendices. De las clases comenzaron a surgir breves montajes que debían responder a características tales como: plasticidad, intensidad en el movimiento pero sin dejar de demostrar una fluidez que rayaba en la similitud con el viento; serenidad, todo gravitante en los desplazamientos del piso como en los saltos.

"Aún inmóviles debemos reflejar nuestro movimiento íntimo, todo lo que sucede en nuestro universo interior".

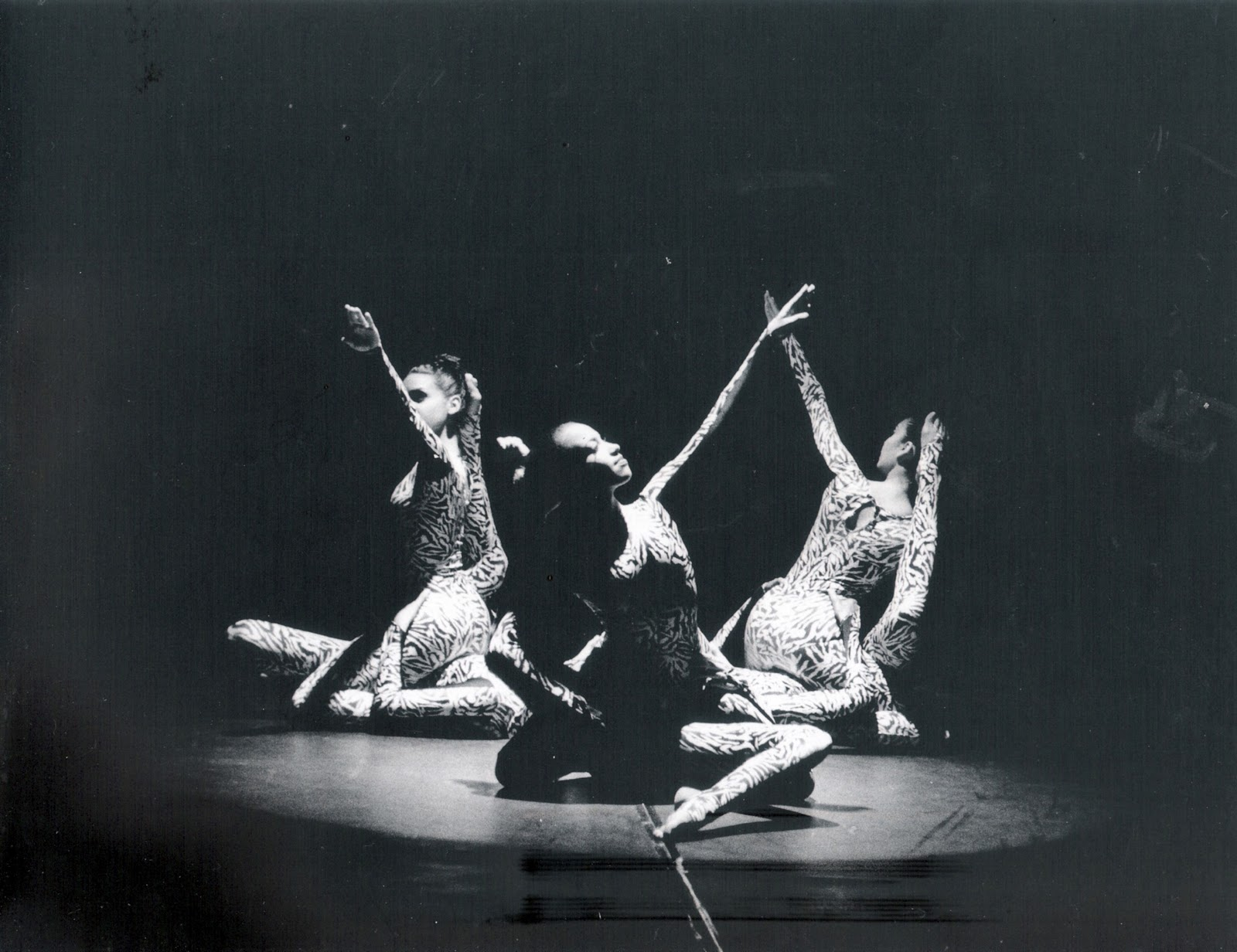
"Vigilia". Angeli Caruci, Laura Brito, Sonia Blanco. Entre 1984 y 1985.

Era esto justamente lo que dictaba que ya el sincretismo no era posible, que no podía seguirse llamando sincretismo a algo que de por sí se adivinaba como algo único, como la necesidad de explotar lejos, de abrir la interioridad hacia un espacio cada vez más infinito a medida que se iba más dentro de sí.

### Filosofía de la compañía Danzart
"Danza es la posibilidad que tiene el ser para simbolizar las artes del todo y convertirlas en movimiento, sin que esto afecte el hecho que el todo es más que la suma de sus partes". Elio Montiel

Entonces la danza, que es movimiento, deviene de la máxima expresión del todo. Danzart se ha dedicado empeñosamente a dicha búsqueda desde su fundación en 1983. 
La compañía se ha desplazado desde una etapa de experimentación en la cual ha fundido la observación y el estudio de la memoria rítmica ancestral y de la movilidad natural del esqueleto, la aplicación del movimiento animal (reptiles, felinos, insectos, aves), de las cotidianidades propias del Litoral (estado Vargas) y la revisión de distintos códigos dancísticos conocidos, hacia la creación de una técnica propia motorizada por la reflexión acerca de la interioridad del ser humano creativo.
Montiel se preocupa más por el fondo que por la forma, haciendo que esta última coloque de relieve a aquel; es expresivo, delicado, suave y armónico.

## Escuela de Danza Contemporánea Danzart
Nace para cumplir con los objetivos planteados en su documento de constitución, según el artículo 2 que dice: 

"Contribuir al desarrollo de la cultura a través de la danza y dedicar su esfuerzo al desarrollo y divulgación de la cultura en todas sus manifestaciones"

Como asociación civil "Danzart" busca unificar las iniciativas tanto pública como privada para el buen desarrollo de este objetivo de manera descentralizada respecto a otras iniciativas establecidas con los mismos fines. La escuela viene a sustituir la ausencia de la Escuela de Danza Contemporánea de La Guaira, creada en su momento para la formación de Recursos Humanos y Artísticos para la danza. Esta escuela dará continuidad a este proceso para garantizar la permanencia en el tiempo de la formación en danza para el Estado Vargas.

## Antología coreográfica
| Coreografía                             | Compañía                                | Año         | Integrantes |
| --------------------------------------- | --------------------------------------- | ----------- | ----------- |
| Sonata                                  | Compañía de Danza Contemporánea Danzart | 2013        |             |
| La Casa frente al Mar                   | Compañía de Danza Contemporánea Danzart | 2013        | Unipersonal |
| C2H5OH                                  | Compañía de Danza Alternativa Rasgos    | 2011        | Solo        |
| Ignoto                                  | Compañía de Danza Contemporánea Danzart | 2011        |             |
| La Hora Menguada                        | Compañía de Danza Alternativa Rasgos    | 2011        |             |
| Me puedo ir                             | Compañía de Danza Contemporánea Danzart | 2011        | Dueto       |
| Mujer en Tabletas                       | Kinmai SGIV                             | 2009        |             |
| Impronta al Cuadrado                    | Compañía de Danza Contemporánea Danzart | 2005        | Solo        |
| K-minos de sangre                       | Compañía de Danza Contemporánea Danzart | 2009        | Solo        |
| Confesiones                             | Compañía de Danza Contemporánea Danzart | 1995        | Dueto       |
| Mamá, átame el zapato                   | Compañía de Danza Contemporánea Danzart | 1995        | Solo        |
| Ingal                                   | Compañía de Danza Contemporánea Danzart | 1993        |             |
| Ke-Zarata                               | Compañía de Danza Contemporánea Danzart | 1993        |             |
| La siesta de Claudette Duville          | Compañía de Danza Contemporánea Danzart | 1993        | Dueto       |
| Sobre una vieja idea de una vieja amiga | Compañía de Danza Contemporánea Danzart | 1987        |             |
| Cautivos                                | Compañía de Danza Contemporánea Danzart | 1985        | Dueto       |
| Vigilia                                 | Compañía de Danza Contemporánea Danzart | 1984 - 1985 |             |
| En el parque                            | Compañía de Danza Contemporánea Danzart | 1984        |             |
| Picasso                                 | Compañía de Danza Contemporánea Danzart | 1984        | Dueto       |
| Tríptico en Azul                        | Compañía de Danza Contemporánea Danzart | 1984        |             |
| We Walk                                 | Compañía de Danza Contemporánea Danzart | 1984        |             |
| Amantes                                 | Compañía de Danza Contemporánea Danzart | 1983        |             |
| En Busca de…                            | Compañía de Danza Contemporánea Danzart | 1983        |             |